# Rhyacophila kawamurae
Rhyacophila kawamurae là một loài Trichoptera trong họ Rhyacophilidae. Chúng phân bố ở miền Cổ bắc.